# Dzień żywych trupów (film 2008)
Dzień żywych trupów (ang. Day of the Dead) – amerykański horror z 2008 roku w reżyserii Steve’a Minera. Film ten jest remakiem filmu George’a A. Romero pod tym samym tytułem.

## Fabuła
Małe amerykańskie miasto zostaje zaatakowane przez plagę zombie. Profesjonalne wojsko zostaje wysłane, aby podjąć walkę z potworami, jednak okazuje się to niewystarczające. Grupa ocalałych ludzi próbuje przetrwać kryzys w pobliskim bunkrze, oczekując na pomoc. Okazuje się, że budynek ten jest źródłem pochodzenia Zombie, a pobyt w tym miejscu jest bardzo niebezpieczny. 

## Obsada[4]
- Mena Suvari – Sarah
- Michael Welch – Trevor
- Ian McNeice – DJ Paul
- Nick Cannon – Salazar
- Ving Rhames – kapitan Rhodes
- Stark Sands – Bud Crain
- AnnaLynne McCord – Nina
- Christa Campbell – panna Letiner
- Vanessa Johansson – recepcjonistka
- Taylor Saracho – lokalna dziewczyna
- Matt Rippy – doktor Logan
- Pat Kilbane – doktor Engel
- Robert Rais – pan Leitner
- Michael McCoy – pan Noble
- Laura Giosh – pani Nobel